# KOI-5554
KOI-5554는 물병자리에 위치한 항성이다. 2020년에 발견된 천체이다.

## 설명
KOI-5554는 지구에서 700광년 떨어진 곳에 위치하고 있으며 태양계의 유일한 항성인 태양과 같이 G형 주계열성인 항성이다. 이로 인하여 이항성은 태양과 비슷한 특징을 가지고 있으며 항성의 온도와 크기도 모두 태양과 비슷하다. 태양에 비해서는 항성의 나이가 더 많을 것으로 추정되며 지구와 유사한 환경을 가지며 지구형 행성이자 슈퍼지구에 속하는 행성인 KOI-5554.01을 거느리고 있는게 확인된 항성이다. 현재까지는 거느리고 있는 외계 행성이 KOI-5554.01만 발견되었지만 추후 이항성에 대해서 연구를 더 진행하면 더 많은 외계 행성을 발견할 수 있을 것으로 보이며 이항성에 형성된 행성계는 태양계와 유사할 것으로 추정된다.

## 같이 보기
- 항성
- 물병자리
- G형 주계열성